# Společný jaterní vývod
Společný jaterní vývod, latinsky ductus hepaticus communis, je krátký trubicovitý orgán, vzniklý spojením pravého a levého jaterního vývodu v oblasti jaterní brány. Je úsekem extrahepatálních žlučových cest.
U člověka má společný jaterní vývod průměr 2-8 mm a je 1-5 cm dlouhý. Začíná spojením pravého a levého vývodu hned po jejich výstupu z jaterní tkáně, probíhá vazem lig. hepatoduodenale a končí v místě, kde se k němu pod ostrým úhlem přidává vývod žlučníku, ductus cysticus. Jeho pokračováním je hlavní žlučovod, ductus choledochus.

## Význam
Společný jaterní vývod tvoří hranici Calotova trojúhelníku, útvaru sloužícímu k orientaci chirurga při operacích žlučových cest. Ohraničuje jej mediálně, laterální hranici tvoří vývod žlučníku a nahoře jej uzavírá spodní plocha jater.

## Společný jaterní vývod u zvířat
U koně, který nemá žlučový měchýř, pokračuje společný jaterní vývod v lig. hepatoduodenale až k dvanáctníku, kde ústí na papilla duodeni major společně s vývodem slinivky břišní.